# Robert Grosvenor (5e baron Ebury)
Robert Egerton Grosvenor (8 février 1914 - 5 mai 1957), est un homme politique britannique.

## Biographie
Membre de la famille Grosvenor dirigée par le duc de Westminster, Lord Ebury est le fils de Francis Egerton Grosvenor, 4e baron Ebury, et de son épouse Mary Adela Glasson. Il fait ses études à la Harrow School, et succède à son père dans la baronnie en 1932. Il est Lord-in-waiting (whip du gouvernement à la Chambre des lords) sous Neville Chamberlain de 1939 à 1940. Il sert dans l'artillerie royale pendant la guerre et il reçoit le DSO pour sa bravoure sous le feu pendant le siège de Cassino en 1944.
Lord Ebury épouse d'abord Anne Wignall (en), fille d'Herbert Walter Acland-Troyte, en 1933. Ils ont deux fils mais divorcent en 1941 (elle est décédée en 1982). Il se remarie à Denise Margaret, fille de John Yarde-Buller (3e baron Churston), en 1941. Ils ont deux fils et deux filles mais divorcent en 1954 (elle est décédée en 2005). Il épouse en troisièmes noces Sheila Winifred, fille d'Arthur Edward Dashfield, en 1954.
Pilote de course passionné, Lord Ebury est décédé dans un accident à Prescott, Gloucestershire, en mai 1957, à l'âge de 43 ans, alors qu'il conduisait une Jaguar Type C. Il est remplacé dans la baronnie par son fils aîné de son premier mariage, Francis (en), qui en 1999 succède à un parent en tant que 8e comte de Wilton. Son petit-fils est l'historien de l'art, écrivain et présentateur de télévision Bendor Grosvenor (en).